# Povoação (freguesia)
Povoação es una freguesia portuguesa perteneciente al concejo de Povoação, situado en la Isla de São Miguel, Región Autónoma de Azores. Posee un área de 26,22 km² y una población total de 2 441 habitantes (2001). La densidad poblacional asciende a 93,1 hab/km². Se encuentra a una latitud de 37°45' N y una longitud 25°15'º O. La freguesia se encuentra a 60 m s. n. m.